# XOXO (álbum de Exo)
XOXO es el primer álbum de estudio de la banda Chino-Surcoreana EXO, lanzado el 3 de junio de 2013 por la discográfica S.M. Entertainment. El álbum es un seguimiento del EP debut del grupo, Mama (2012). Como toda la música del grupo, el álbum fue lanzado en dos versiones – «Kiss» es la edición coreana y «Hug» es la edición china.
Dos sencillos principales fueron lanzados de XOXO: «Wolf» y «Growl» siendo este último el primer sencillo del álbum de la reedición del álbum titulada Growl, lanzada el 5 de agosto de 2013. Ambos sencillos fueron a la lista en el top 10 de Gaon Singles Chart, y «Growl» estuvo en el puesto número tres de Billboard Korea K-Pop Hot 100. El álbum un premio como «Álbum del año» en 2013 Mnet Asian Music Awards y vendió más de un millón de copias, convirtiéndose en el álbum más vendido en Corea desde el año 2001.

## Antecedentes
El sencillo principal del álbum «늑대와 미녀» («The Wolf and the Beauty») conocido en inglés como «Wolf», fue compuesta por Will Simms, Nermin Harambasic de Dsign Music y el compositor de S.M. Entertainment Kenzie. Kenzie dispone de la letra para la versión coreana de la canción mientras que Zhou Weijie escribió la letra para la versión en chino mandarín, «狼与美女». Yoo Young-jin proporciona los coros. El baile de la canción fue coreografiado por Tony Testa. En varios programas como el After School Club de Arirang, los miembros explican que la coreografía tiene tres elementos: los árboles y bosques, las cuevas y el lobo de sí mismo. El miembro Kris reveló que les tomó aproximadamente tres a cuatro meses para aprenderse la coreografía, debido a su nivel de dificultad. Una versión demo de la canción se filtró en febrero de 2013, en respuesta al productor Ryan Jhun más tarde dio una advertencia a quienes descargan ilegalmente en 29 de mayo de 2013, «...Voy a informar de ello al FBI y el departamento de servicio para todos los enlaces...».
Varias canciones en «desarrollo» se produjeron y grabaron en 2011 antes del debut oficial de EXO en la industria del entretenimiento, pero nunca lo hizo en su primer EP Mama. Algunas de estas pistas fueron incluidas en álbum XOXO, incluyendo «Black Pearl» y «My Lady». En julio de 2013, una reedición de XOXO, fue renombrado como 으르렁 (Growl), se desarrolló con tres pistas adicionales. El sencillo principal de esta edición es titulado «으르렁» («Growl»). La canción fue grabada en dos versiones, Coreana y Mandarín («咆哮»). Compuesta por Hyuk Shin (Joombas), DK, Jordan Kyle, John Major, y Jarah Gibson, «Growl» es de género dance-pop con R&B y funk. El sencillo se filtró prematuramente en línea el 27 de julio, cuando un vídeo del grupo practicando para la versión coreana de la canción fue subido a varios sitios.

## Lanzamiento y promoción
El 30 de mayo de 2013, las versiones de coreana y china del vídeo musical de «Wolf» fueron puestos en libertad, y la canción fue estrenada en M! Countdown de Mnet. Ambas versiones de la canción fueron puestos en libertad para su descarga el 3 de junio de 2013 y en el mismo día, dos formatos físicos de todo el álbum XOXO también fueron puestos en libertad en Corea del Sur: «Kiss» edición en coreano y "Hug" edición en mandarín. Después de una actuación en Inkigayo de SBS el 3 de junio de 2013, EXO visitó y agradeció a 2.000 fanáticos que habían estado esperando en un parque cercano para reunirse con ellos. El estreno de la versión en mandarín de la canción se transmitió en un popular show de variedades chino Happy Camp a mediados de junio.
El álbum alcanzó más de 300.000 pedidos colectivos y alcanzó el número uno en el Billboard Albums Chart una semana después del lanzamiento. A partir de diciembre de 2013, las versiones del álbum coreano y chino, así como sus respectivas versiones de reedición, han vendido colectivamente más de 1.070.000 copias, haciéndole el álbum más vendido del año en la industria del K-pop. Con un millón de copias vendidas, XOXO también se convirtió el álbum más vendido de Corea en doce años.

## Lista de canciones
| Edición Kiss (Versión coreana) |                                                                                     |                              | |          |  |
| N.º                            | Título                                                                              | Letras                       | Música | Duración |  |
| 1.                             | «Wolf» (hangul: 늑대와 미녀)                                                        | Kenzie                       | Kenzie, Will Simms, Nermin Harambašić                                                                        | 3:52     |  |
| 2.                             | «Baby, Don't Cry» (hangul: 인어의 눈물; canción por: Suho, Baekhyun, Chanyeol, D.O) | Cho Yoon Kyung               | Kim Tae Sung, Im Kwang-wook, Andrew Choi, Kalle Engstrom                                                     | 3:55     |  |
| 3.                             | «Black Pearl»                                                                       | Seo Ji Eum                   | DK, 2xxx!, JJ Evans, Hyuk Shin (Joombas), Deanfluenza, Jasmine Kearse, Brittani Marthena White               | 3:08     |  |
| 4.                             | «Don't Go» (hangul: 나비소녀)                                                       | Seo Ji Eum                   | DK, Hyuk Shin (Joombas), John Major, Jordan Kyle, Jeffrey Patrick Lewis                                      | 3:36     |  |
| 5.                             | «Let Out the Beast»                                                                 | Lee Hyun Kyu                 | Jay J. Kim, Robert Peters, Spencer Yaras, Taeko Carroll, Charles Wiggins, Chris Lightbody, Robert Steinmille | 3:27     |  |
| 6.                             | «3.6.5»                                                                             | Cho Yoon Kyung, Didrik Thott | Hayden Bell, Christian Fast, Henrik Nordenback                                                               | 3:07     |  |
| 7.                             | «Heart Attack»                                                                      | Misfit                       | MGI, GoodWill                                                                                                | 3:39     |  |
| 8.                             | «Peter Pan» (hangul: 피터팬)                                                        | Hong Ji Yu                   | Kibwe Luke, Ryan S. Jhun, Denzil Remedios                                                                    | 3:56     |  |
| 9.                             | «Baby»                                                                              | Kenzie                       | Kim Jung-bae, Kenzie                                                                                         | 4:00     |  |
| 10.                            | «My Lady»                                                                           | Kim Boo Min                  | Hitchhiker                                                                                                   | 3:33     |  |
| 11.                            | «Wolf» (hangul: 늑대와 미녀; Versión EXO-K)                                         | Kenzie                       | Kenzie, Will Simms, Nermin Harambašić                                                                        | 3:52     |  |
| 12.                            | «Wolf» (hanja: 狼与美女; Versión EXO-M)                                             | Zhou Weijie                  | Kenzie, Will Simms, Nermin Harambašić                                                                        | 3:52     |  |
| 43:41                          |                                                                                     |                              | |          |  |

| Edición Hug (Versión china) |                                             |             | |          |  |
| N.º                         | Título                                      | Letras      | Música | Duración |  |
| 1.                          | «Wolf» (hanja: 狼与美女)                    | Zhou Weijie | Kenzie, Will Simms, Nermin Harambašić                                                                        | 3:52     |  |
| 2.                          | «Baby Don't Cry» (hanja: 人鱼的眼泪)        | Wang Yajun  | Kim Tae-sung, Im Kwang-wook, Andrew Choi, Kalle Engstrom                                                     | 3:55     |  |
| 3.                          | «Black Pearl»                               | Liu Yuan    | DK, 2xxx!, JJ Evans, Hyuk Shin (Joombas), Deanfluenza, Jasmine Kearse, Brittani Marthena White               | 3:08     |  |
| 4.                          | «Don't Go» (hanja: 蝴蝶少女)                | Wang Yajun  | DK, Hyuk Shin (Joombas), John Major, Jordan Kyle, Jeffrey Patrick Lewis                                      | 3:36     |  |
| 5.                          | «Let Out the Beast»                         | T-Crash     | Jay J. Kim, Robert Peters, Spencer Yaras, Taeko Carroll, Charles Wiggins, Chris Lightbody, Robert Steinmille | 3:27     |  |
| 6.                          | «3.6.5»                                     | Wang Yajun  | Hayden Bell, Christian Fast, Henrik Nordenback                                                               | 3:07     |  |
| 7.                          | «Heart Attack»                              | Zhou Weijie | MGI, GoodWill                                                                                                | 3:39     |  |
| 8.                          | «Peter Pan» (hanja: 彼得潘)                 | Liu Yuan    | Kibwe Luke, Ryan S. Jhun, Denzil Remedios                                                                    | 3:56     |  |
| 9.                          | «Baby» (hanja: 第一步)                      | Liu Yuan    | Kim Jung-bae, Kenzie                                                                                         | 4:00     |  |
| 10.                         | «My Lady»                                   | Liu Yuan    | Hitchhiker                                                                                                   | 3:33     |  |
| 11.                         | «Wolf» (hanja: 狼与美女; Versión EXO-M)     | Zhou Weijie | Kenzie, Will Simms, Nermin Harambašić                                                                        | 3:52     |  |
| 12.                         | «Wolf» (hangul: 늑대와 미녀; Versión EXO-K) | Kenzie      | Kenzie, Will Simms, Nermin Harambašić                                                                        | 3:52     |  |
| 43:41                       |                                             |             | |          |  |

## Posicionamientos en listas
Versiones Coreana y China
| Lista de éxitos                           | Posiciones        | Posiciones       | Posiciones         | Posiciones        |
| Lista de éxitos                           | XOXO Edición Kiss | XOXO Edición Hug | Growl Edición Kiss | Growl Edición Hug |
| ----------------------------------------- | ----------------- | ---------------- | ------------------ | ----------------- |
| China Weekly Sino Chart                   | 3                 | 1                | -                  | -                 |
| South Korea Gaon Weekly Albums Chart      | 1                 | 2                | 1                  | 2                 |
| Japan Oricon Weekly Albums Chart          | 9                 | 18               | -                  | -                 |
| South Korea Gaon Monthly Albums Chart     | 1                 | 2                | 1                  | 2                 |
| Japan Oricon Monthly Albums Chart         | 18                | 36               | -                  | -                 |
| South Korea Gaon 2013 Yearly Albums Chart | 3                 | 6                | 1                  | 7                 |
| South Korea Gaon 2014 Yearly Albums Chart | 53                | 83               | 15                 | 67                |

Versión combinada
| Lista de éxitos                    | Posiciones |
| ---------------------------------- | ---------- |
| China Sino Chart                   | 1          |
| Billboard Heatseekers Albums Chart | 23         |
| Billboard World Albums Chart       | 1          |
| Taiwan G-Music's Combo Album Chart | 6          |

## Ventas y envíos

### Ventas del álbum
| Éxitos               | Ventas                 |
| -------------------- | ---------------------- |
| Japan (Oricon)       | 28,000+ (Versión Hug)  |
| Japan (Oricon)       | 62,000+ (Versión Kiss) |
| Corea del Sur (Gaon) | 220,139 (Versión Hug)  |
| Corea del Sur (Gaon) | 310,058 (Versión Kiss) |

| Éxitos               | Ventas                 |
| -------------------- | ---------------------- |
| Corea del Sur (Gaon) | 229,137 (Versión Hug)  |
| Corea del Sur (Gaon) | 438,355 (Versión Kiss) |

## Historial de lanzamiento
| Edición   | Fecha                    | Región                        | Formato              | Discográfica                 | Catálogo     |
| --------- | ------------------------ | ----------------------------- | -------------------- | ---------------------------- | ------------ |
| Original  | 3 de junio de 2013       | Todo el mundo / Corea del Sur | CD, descarga digital | S.M. Entertainment, KT Music | SMK0242      |
| Original  | 3 de junio de 2013       | Todo el mundo / Corea del Sur | CD, descarga digital | S.M. Entertainment, KT Music | SMK0243      |
| Original  | 19 de julio de 2013      | Taiwán                        | CD, descarga digital | Avex Taiwán                  | AVKCD80280/A |
| Original  | 19 de julio de 2013      | Taiwán                        | CD, descarga digital | Avex Taiwán                  | AVKCD80280/B |
| Original  | 27 de julio de 2013      | Filipinas                     | CD, descarga digital | Universal Récords Filipinas  | SMK0242      |
| Original  | 27 de julio de 2013      | Filipinas                     | CD, descarga digital | Universal Récords Filipinas  | SMK0243      |
| Original  | 12 de junio de 2013      | Tailandia                     | CD, descarga digital | S.M. True                    |              |
| Original  | 12 de junio de 2013      | Tailandia                     | CD, descarga digital | S.M. True                    |              |
| Reedición | 5 de agosto de 2013      | Todo el mundo / Corea del Sur | CD, descarga digital | S.M. Entertainment, KT Music | SMK0275      |
| Reedición | 5 de agosto de 2013      | Todo el mundo / Corea del Sur | CD, descarga digital | S.M. Entertainment, KT Music | SMK0276      |
| Reedición | 13 de septiembre de 2013 | Taiwán                        | CD, descarga digital | Avex Taiwan                  | AVKCD80280/C |
| Reedición | 13 de septiembre de 2013 | Taiwán                        | CD, descarga digital | Avex Taiwan                  | AVKCD80280/D |
| Reedición | 16 de agosto de 2013     | Tailandia                     | CD, descarga digital | S.M. True                    |              |
| Reedición | 16 de agosto de 2013     | Tailandia                     | CD, descarga digital | S.M. True                    |              |

## Premios y nominaciones
| Año  | Premio                  | Trabajo nominado | Categoría                                | Resultado |
| ---- | ----------------------- | ---------------- | ---------------------------------------- | --------- |
| 2013 | Golden Disk Awards      | Growl            | Bonsang Digital                          | Nominado  |
| 2013 | Golden Disk Awards      | XOXO             | Disco Bonsang                            | Ganador   |
| 2013 | Golden Disk Awards      | XOXO             | Disco Daesang                            | Ganador   |
| 2013 | MelOn Music Awards      | Growl            | Canción del Año                          | Ganador   |
| 2013 | MelOn Music Awards      | Growl            | Mejor Vídeo Musical                      | Nominado  |
| 2013 | MelOn Music Awards      | XOXO             | Álbum del Año                            | Nominado  |
| 2013 | Mnet Asian Music Awards | XOXO             | BC - UnionPay Álbum del Año              | Ganador   |
| 2013 | Mnet Asian Music Awards | Growl            | BC - UnionPay Canción del Año            | Nominado  |
| 2013 | Seoul Music Awards      | Growl            | Grabación del Año en Lanzamiento Digital | Ganador   |
| 2013 | KBS Music Festival      | Growl            | Canción del año                          | Ganador   |
| 2013 | World Music Awards      | Growl            | Mejor Canción del Mundo                  | Ganador   |